# Kornel Ujejski
Œuvres principales
- Les Lamentations de Jérémie (1847)
- Les Fleurs sans parfum (1848)
- Aux moscovites (1862)

Kornel ou Cornelius Ujejski (né le 12 septembre 1823 à Beremiany, en Podolie, mort le 19 septembre 1897 près de Lwów) est un poète romantique polonais, politiquement engagé aux côtés des indépendantistes polonais.

## Œuvre
- Maraton (Marathon, 1845)
- Pieśni Salomona (Chants de  Salomon, 1846)
- Skargi Jeremiego (Les Lamentations de Jérémie, 1847)
- Kwiaty bez woni (Les Fleurs sans parfum, 1848)
- Zwiędłe liście (Les Feuilles fanées, 1849)
- Melodie biblijne (Mélodies bibliques, 1852)
- Dla Moskali (Aux moscovites, 1862)
- Tłumaczenia Szopena (Transcriptions de Chopin, 1866)

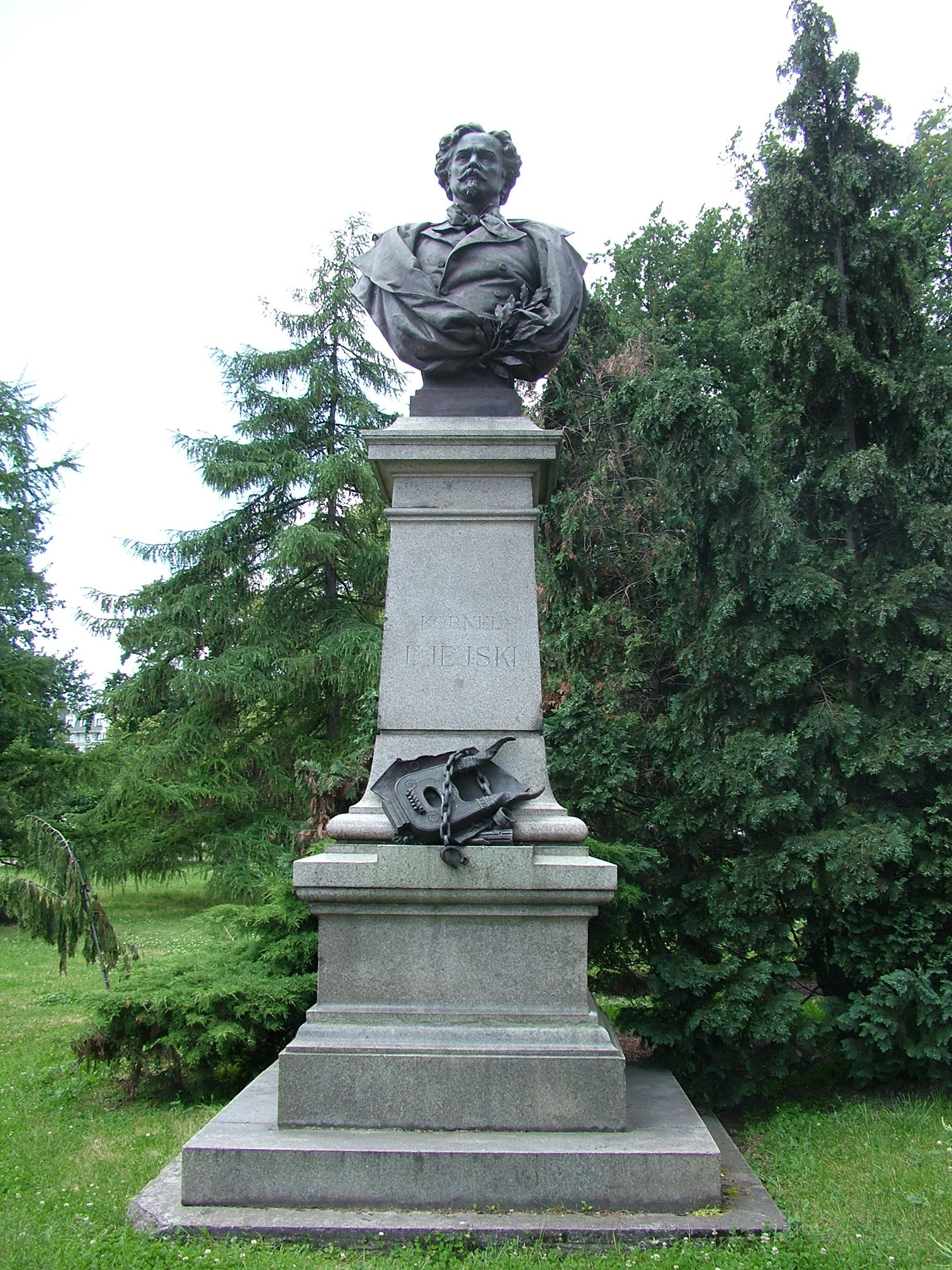
Monument à Szczecin, Pologne